# A World Without Thieves
Pour plus de détails, voir Fiche technique et Distribution.
A World Without Thieves (天下无贼, Tiān xià wú zéi) est un film dramatique sino-hongkongais co-écrit et réalisé par Feng Xiaogang et sorti en 2004 en Chine et à Hong Kong. C'est l'adaptation de la nouvelle éponyme de Zhao Benfu, publiée en 1999, l'histoire originale étant légèrement différente de son adaptation. Il remporte le Golden Horse Award de la Meilleure adaptation en 2005.
Le film sort à Hong Kong avec un doublage en cantonais d'Andy Lau pour son propre personnage, Anthony Wong pour Oncle Li, et Chapman To pour Sha Gen.
L'intrigue raconte l'histoire d'un garçon naïf vivant dans un petit village et qui ne croit pas en l'existence des voleurs. Retournant chez lui en train avec ses économies, il devient rapidement la cible de nombreux voleurs. Le film explore le thème de la bonté humaine innée et aborde avec humour la question du vol très courant dans les transports en commun en Chine continentale.

## Synopsis
L'histoire se déroule principalement dans un train au départ du Tibet. Sha Gen (Wang Baoqiang), un garçon naïf d'un petit village travaillant comme ouvrier du bâtiment au Tibet, rentre chez lui pour se marier. Refusant de croire qu'il existe des voleurs dans le monde, Sha Gen insiste pour porter sur lui ses cinq années d'économies valant 60 000 ¥ (7 200 $) plutôt que d'utiliser un transfert d'argent. Il en parle même à voix haute dans une rue bondée et attire ainsi l'attention de Wang Bo (Andy Lau) et Wang Li (Rene Liu), un couple de voleurs expérimentés. Wang Bo fait alors le plan de voler cet argent comme dernier coup avant sa retraite, mais Wang Li, enceinte de leur enfant et émue par l'innocence de Sha Gen, décide de protéger le garçon.
La situation se complique encore lorsqu'un petit groupe de voleurs dirigé par Hu Li, aussi appelé Oncle Li (Ge You), monte à bord du train. Il demande à ses compagnons, parmi lesquels Xiao Ye (Li Bingbing) et Quatre-yeux (Gordon Lam), de s'abstenir de voler dans le train. Cependant, tentés par l'énorme quantité d'argent présents sur place, certains membres désobéissent, pour être ensuite eux-mêmes volés par Wang Bo quelques minutes plus tard. Cela attire l'attention d'Oncle Li sur les compétences de Wang et il lui propose de travailler avec lui. Lorsque Wang refuse, un affrontement a lieu avec le groupe. Sha Gen, de son côté, ignore totalement le danger qui l'entoure.
Tandis que les deux parties s'affrontent, un inspecteur de police en civil (Zhang Hanyu) surveille la scène en silence et attend sa chance. Alors que la police finit par resserrer son étau, Oncle Li tente de s'enfuir avec l'argent de Sha Gen mais est confronté à Wang Bo, qui a finalement décidé de suivre l'avis de Wang Li et de protéger l'innocence de Sha Gen. Les deux se livrent à un violent combat au corps à corps, et bien que Wang réussisse à récupérer et à rendre l'argent, il est sérieusement blessé dans la mêlée et meurt par la suite. Oncle Li et sa bande sont tous appréhendés lorsque le train arrive en gare, mais le policier laisse Wang Li partir et elle retourne au Tibet.

## Fiche technique
- Titre original : 天下无贼
- Titre international : A World Without Thieves
- Réalisation : Feng Xiaogang
- Scénario : Feng Xiaogang, Wang Gang (en), Lin Lisheng et Zhang Jialu
- Photographie : Zhang Li (en)
- Montage : Liu Miaomiao
- Musique : Wang Liguang
- Production : Liu Zhenyun, Wang Zhonglei et Yan Yujing
- Société de production : Focus Films (en), Huayi Brothers, Infotainment China, Media Asia Entertainment Group et Taihe Film Investment Co. Ltd.
- Société de distribution : Media Asia Entertainment Group
- Pays d'origine :  Hong Kong et  Chine
- Langue originale : mandarin
- Format : couleur
- Genre : drame
- Durée : 113 minutes
- Dates de sortie :
  -  Chine et  Hong Kong : 9 décembre 2004
  -  Taïwan : 21 janvier 2005
  -  Thaïlande : 12 mai 2005
  -  Japon : 28 avril 2007

## Distribution
- Andy Lau : Wang Bo
- Rene Liu : Wang Li
- Ge You : Hu Li, alias Oncle Li[2]
- Li Bingbing : Xiao Ye
- Wang Baoqiang : Sha Gen
- You Yong : le voleur numéro deux
- Gordon Lam : Quatre-yeux
- Zhang Hanyu : l'inspecteur de police
- Fu Biao (en) : le directeur général Liu
- Xu Fan : la femme du directeur général Liu
- Fan Wei (en) : le gros voleur
- Feng Yuanzheng (en) : le voleur mince
- Zhong Ping : la policière en civil
- Chen Zhihui (en)

## Accueil
Le film récolte 100 000 ¥ de recettes lors de sa première nuit d'exploitation à Shanghai. Après dix jours d'exploitation, les recettes totales en Chine continentale dépassent les 80 millions ¥. Ce chiffre atteint les 100 millions ¥ le dernier jour de 2004. Ceci, combiné au succès comparable au box-office du film Crazy Kung-Fu de Stephen Chow, sorti le même mois, est salué comme une nouvelle étape en avant dans la croissance de l'industrie cinématographique chinoise. Cependant, le film ne marche pas à Hong Kong.
Près de deux mois après la sortie du film, la société China Post exprime son mécontentement face aux informations erronées fournies par le film sur les frais administratifs liés au transfert d'argent par son intermédiaire. Dans une scène, Sha Gen affirme en effet que transférer 60 000 ¥ coût 600 ¥ de frais administratifs. China Post confirme qu'elle n'a besoin que de 100 ¥ et déclare qu'elle n'excluait pas de demander des dommages et intérêts.

## Récompenses et nominations
- Golden Horse Awards, 2005
  - Meilleure adaptation — Feng Xiaogang, Wang Gang (en), Lin Lisheng et Zhang Jialu
  - Meilleur film (nommé)
  - Meilleure chorégraphie d'action (nommé)
  - Meilleur montage (nommé)
- Hong Kong Film Awards, 2005
  - Meilleur film asiatique (nommé)
- Golden Bauhinia Awards, 2005
  - Meilleure actrice dans un premier rôle — Rene Liu
  - Top 10 des films chinois
- Festival des films du monde de Montréal, 2005
  - Grand Prix des Amériques (nommé)
- Prix des Cent Fleurs, 2006
  - Meilleure actrice dans un premier rôle — Rene Liu